# Флоріанівська сільська рада
| Флоріанівська сільська рада — сільська рада у складі Козятинського району Вінницької області з адміністративним центром у с. Флоріанівка. Сільській раді підпорядковані населені пункти: - с. Флоріанівка - с. Рубанка |

## Склад ради
Рада складається з 16 депутатів та голови.

## Керівний склад сільської ради
| ПІБ                         | Основні відомості                                                                       | Дата обрання | Дата звільнення |
| --------------------------- | --------------------------------------------------------------------------------------- | ------------ | --------------- |
| Кесарчук Михайло Васильович | Сільський голова, 1953 року народження, освіта вища, член Соціалістичної партії України | 26.03.2006   | 31.10.2010      |
| Нагорний Віктор Романович   | Сільський голова, 1968 року народження, освіта середня спеціальна, безпартійний         | 31.10.2010   |                 |

Примітка: таблиця складена за даними джерела